# 콤포트
콤포트(러시아어: компот)는 슬라브 지역의 무알콜 음료이다. 루바브, 딸기, 복숭아, 사과, 살구, 구즈베리, 체리 등 과일과 설탕, 건포도 등을 물에 넣어 끓여 만든다.

## 사진 갤러리

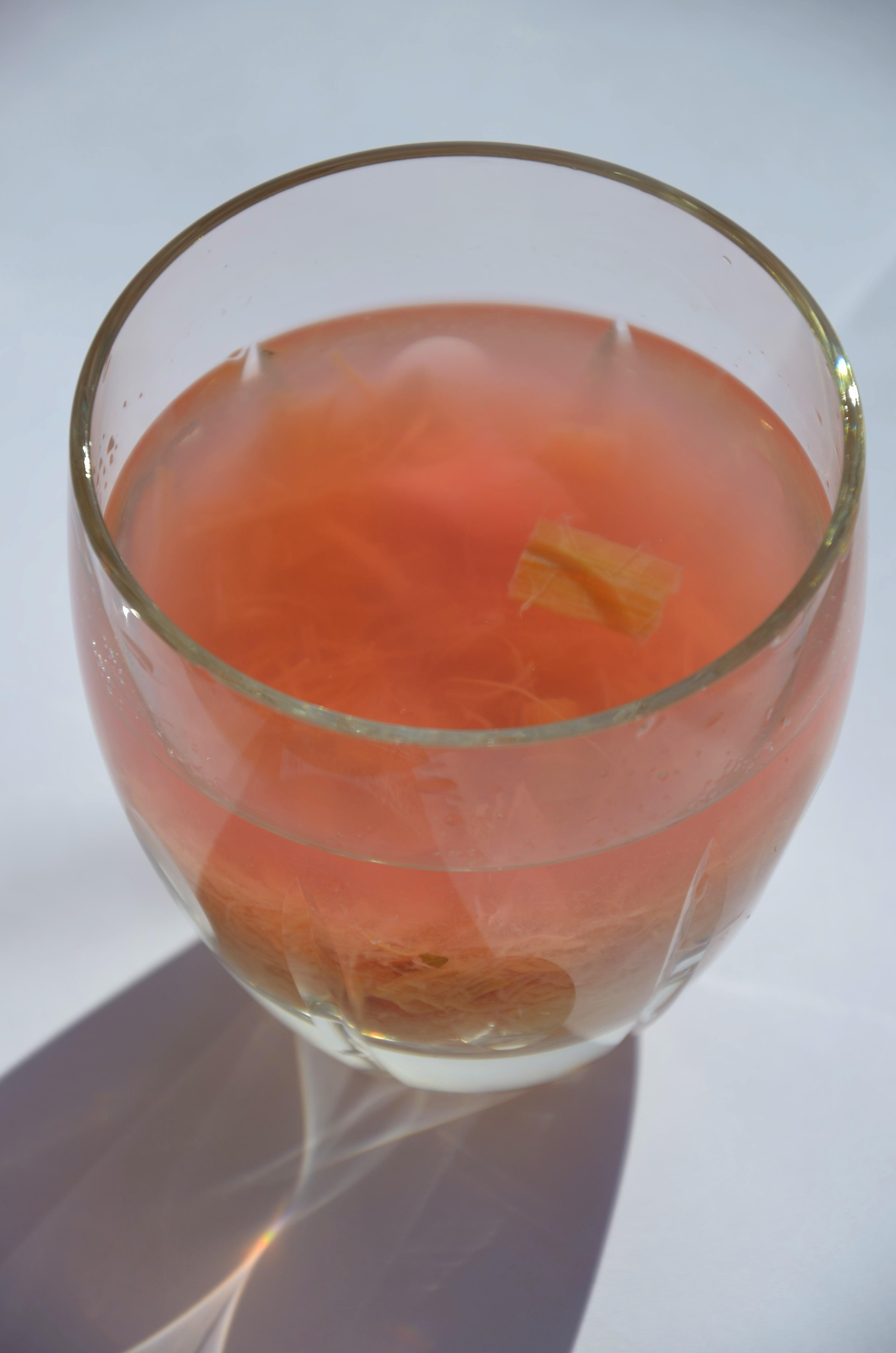
루바브 콤포트
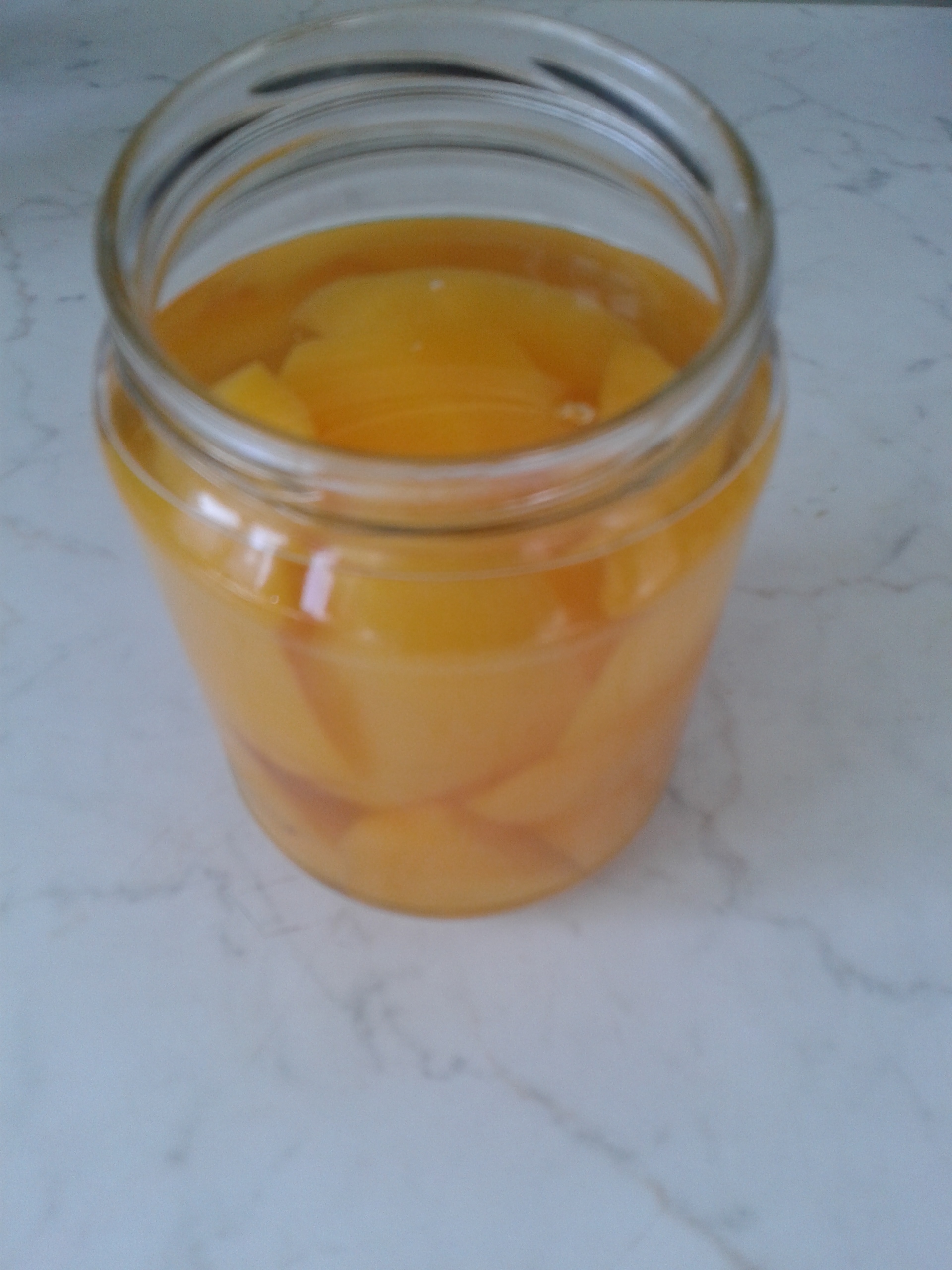
복숭아 콤포트
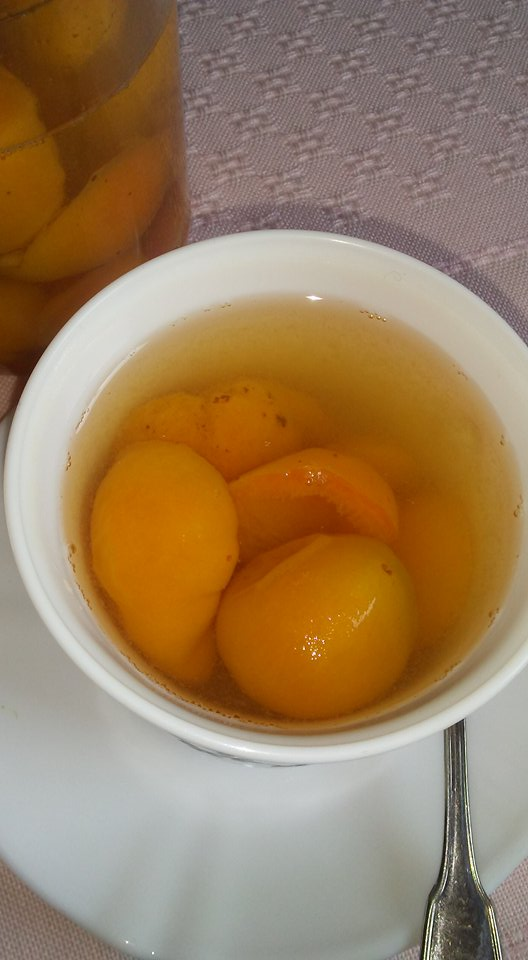
살구 콤포트
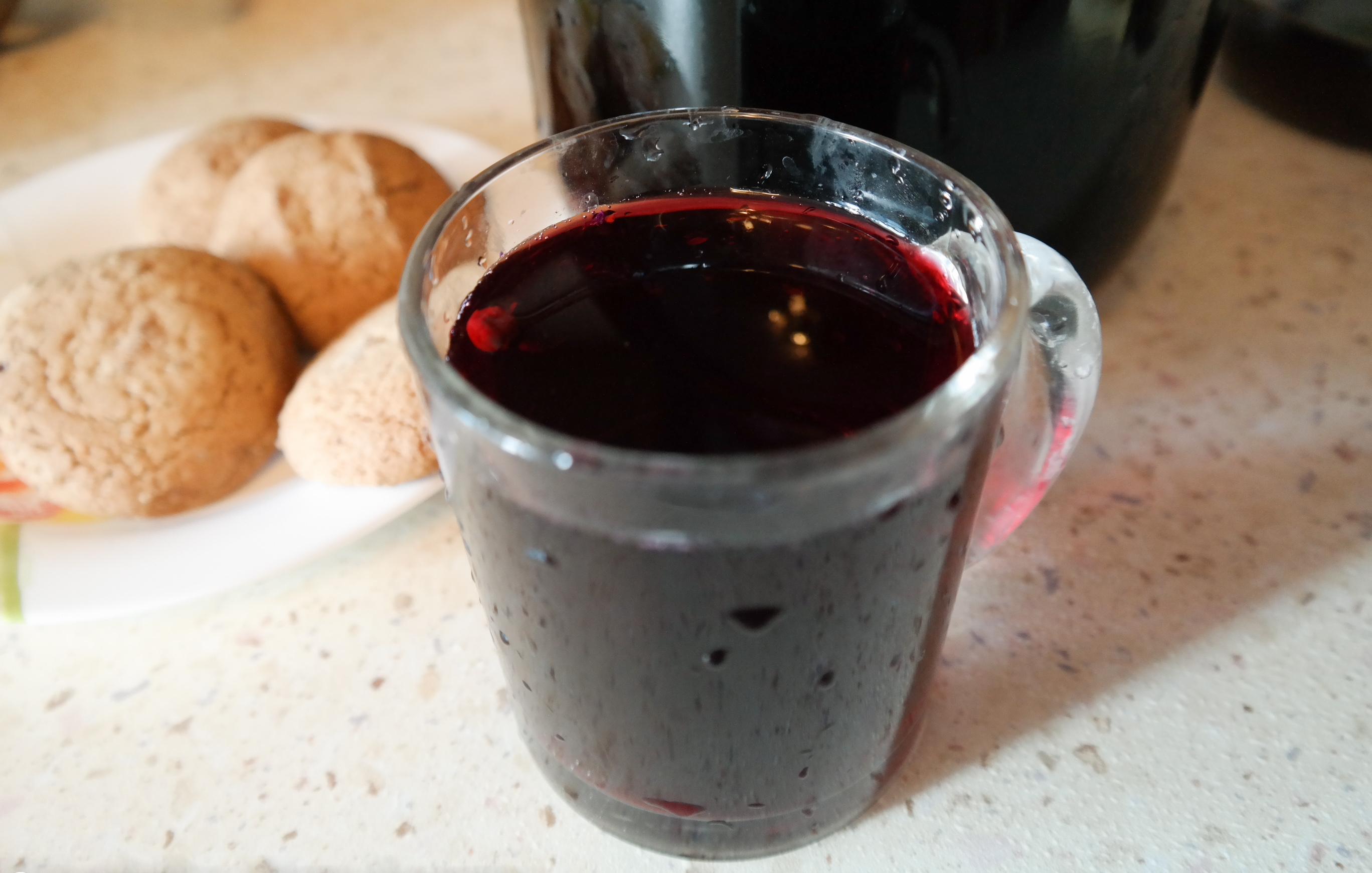
구즈베리 콤포트
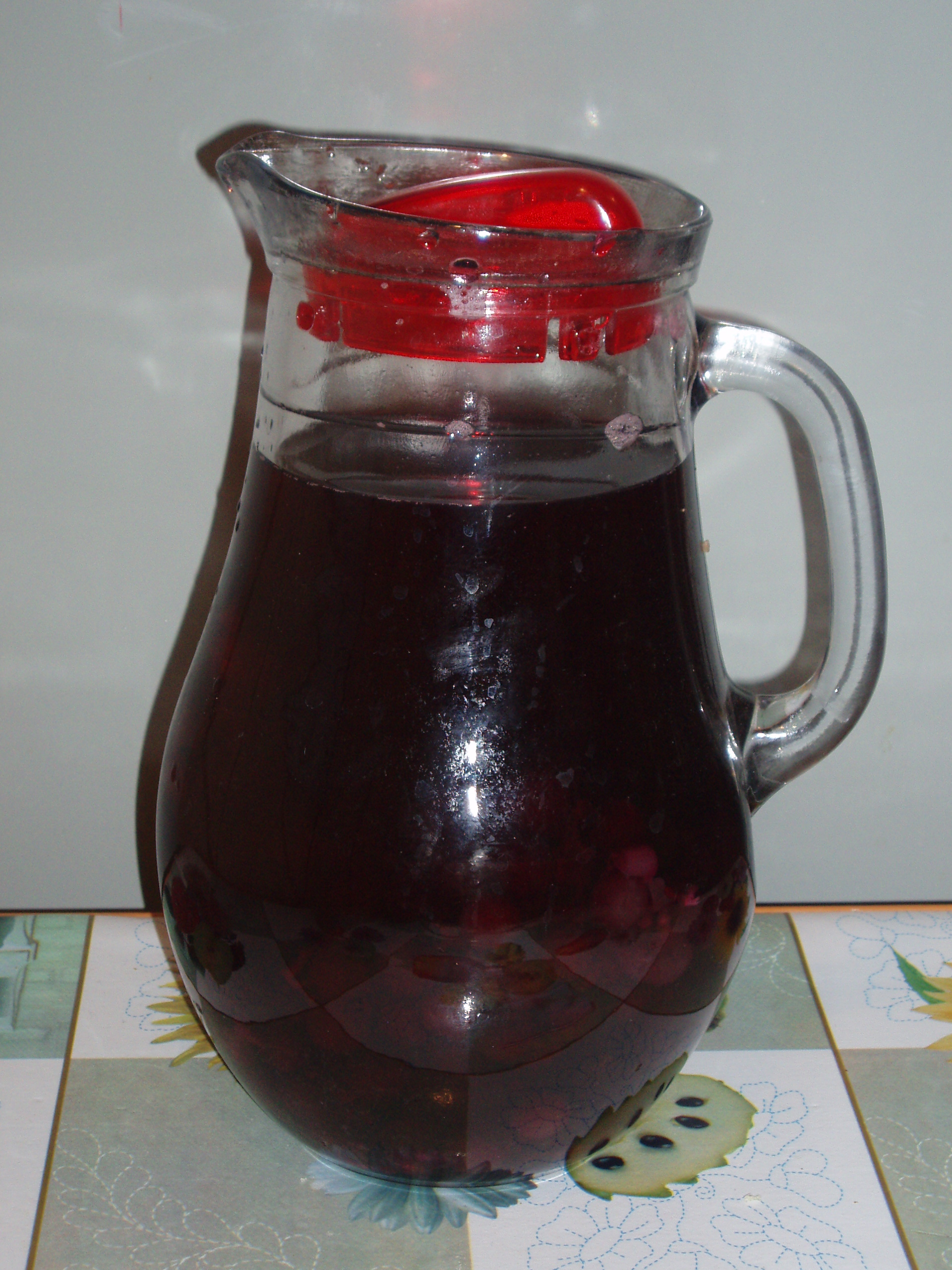
포도 콤포트

## 같이 보기
- 콩포트
- 키셀
- 모르스 (음료)